# Потвен, Феликс
Феликс Потвен (фр. Félix Potvin; род. 23 июня 1971, Anjou, Квебек) — канадский хоккеист, вратарь. Провёл 14 сезонов в Национальной хоккейной лиге.

## Молодёжная карьера
С 1988 по 1991 год играл в Главной юниорской хоккейной лиге Квебека за «Шикутими Сагенинс». В сезоне 1990/91 получил «Ги Лафлёр Трофи» как MVP плей-офф.

## Карьера в НХЛ
Выбран «Торонто Мейпл Лифс» на Драфте НХЛ 1990 года во 2-м раунде под общим 31-м номером. В сезоне 1991/92 сыграл за «Кленовых листьев» всего 4 матча, выступая в основном за фарм-клуб «Торонто» «Сент-Джонс Мейпл Лифс», играющий в Американской хоккейной лиге, где получил приз лучшему новичку (Дадли "Ред" Гарретт Мемориал Эворд), лучшему вратарю (Алдедж "Баз" Бастьен Мемориал Эворд) и был выбран в первую команду Всех звёзд АХЛ.
С сезона 1992/93 стал регулярно выступать за «Торонто» в НХЛ. Быстрый прогресс в его игре привёл к тому, что тренерский штаб начал рассматривать его в качестве основного вратаря и, в итоге, обменял Гранта Фюра в «Баффало Сейбрз». В том сезоне клуб дошёл до финала конференции Кубка Стэнли, уступив в нём «Лос-Анджелес Кингз» в семи матчах, а Потвен был одним из претендентов на Колдер Трофи, в итоге доставшийся Теему Селянне.
В сезоне 1993/94 продолжил прогрессировать, развеяв опасения о «синдроме второкурсника». Одержал 34 победы в регулярном сезоне, что, в итоге, стало лучшим результатом в его карьере, а также побил рекорд Кирка МакЛина по количеству побед в октябре. Потвен был выбран на Матч всех звёзд НХЛ 1994. В первом раунде серии плей-офф против «Чикаго Блэкхокс» трижды оставлял свои ворота «сухими». Также стал первым вратарём «Мейпл Лифс» отразившим буллит в игре плей-офф. Снова вывел свою команду в финал конференции, где «Торонто» вновь проиграло, в этот раз «Ванкувер Кэнакс» в пяти играх.
В сезоне 1995/96 был выбран на свой второй Матч всех звёзд, а «Торонто» вылетел из плей-офф в первом раунде. В следующем сезоне Потвен и «Мейпл Лифс» пропустили плей-офф, заняв последнее место в своём дивизионе и третье с конца в конференции, при этом Феликс установил рекорд НХЛ по количеству отражённых бросков в течение регулярного сезона (2 438), позже превзойдённый Роберто Луонго. В сезоне 1998/99 «Торонто» подписал свободного агента Кёртиса Джозефа. Из-за травмы колена Потвен провёл всего 5 игр в сезоне и был обменян в «Нью-Йорк Айлендерс» на защитника Брайана Берарда, также команды обменялись выборами в 6 раунде драфта.
В «Айлендерс» Потвену не удалось вернуть успех, который он имел в начале своей карьеры, и в следующем сезоне он был обменян в «Ванкувер Кэнакс». По ходу сезона 2000/01 Феликса снова обменяли, на этот раз в «Лос-Анджелес Кингз». До конца сезона Потвен сыграл за «Королей» 23 игры, 13 из которых выиграл, а также совершил 5 шат-аутов и показал свой лучший коэффициент надёжности за карьеру (1,96). В плей-офф «Кингз» в первом раунде прошли «Детройт Ред Уингз» со счётом 4:2, проигрывая в серии 0:2, однако во втором уступили в 7 матчах будущему обладателю Кубка Стэнли «Колорадо Эвеланш», при этом, в этой серии Потвен отстоял два матча на ноль. Шестая игра этой серии стала памятным поединком между Потвеном и Патриком Руа, единственный гол в матче был забит «Королями» лишь во втором овертайме.
В следующем сезоне Потвен снова вывел «Кингз» в плей-офф, где они опять уступили «Колорадо Эвеланш» в семи играх, только на этот раз в первом раунде.
В сентябре 2003 года Потвен подписал годичный контракт с «Бостон Брюинз», где он стал сменщиком обладателя Колдер Трофи Эндрю Рэйкрофта. Кстати, Рэйкрофт позже побил рекорд Потвена по количеству сыгранных подряд игр для вратарей «Торонто Мейпл Лифс».
В начале сезона 2005/06 «Атланта Трэшерз» вели переговоры с Потвеном, предложив ему место резервного вратаря вместо получившего травму Майка Данэма, но, в итоге, стороны не договорились и «Трэшерз» подписали Стива Шилдса. Таким образом, сезон 2003/04 стал последним в профессиональной карьере Потвена.

## Тренерская карьера
В настоящее время Потвен живёт с семьёй в Мейгоге (Квебек, Канада) и тренирует местную команду, выступающую в одной из низших лиг.

## Награды
- 1990-91 Лучший вратарь CHL
- 1990-91 Жак Плант Мемориал Трофи (Вратарь с наилучшим коэффициентом надёжности в QMJHL)
- 1990-91 Кубок Shell (Лучший оборонительный игрок QMJHL)
- 1990-91 Ги Лафлёр Трофи (Самый ценный игрок плей-офф QMJHL)
- 1990-91 Хэп Эммс Мемориал Трофи (Лучший вратарь Мемориального кубка)
- 1991-92 Дадли "Ред" Гарретт Мемориал Эворд (Лучший новичок АХЛ)
- 1991-92 Алдедж "Баз" Бастьен Мемориал Эворд (Лучший вратарь АХЛ)
- 1992-93 Команда новичков НХЛ
- 1993-94 Участник Матч всех звёзд
- 1995-96 Участник Матч всех звёзд